# 克什克

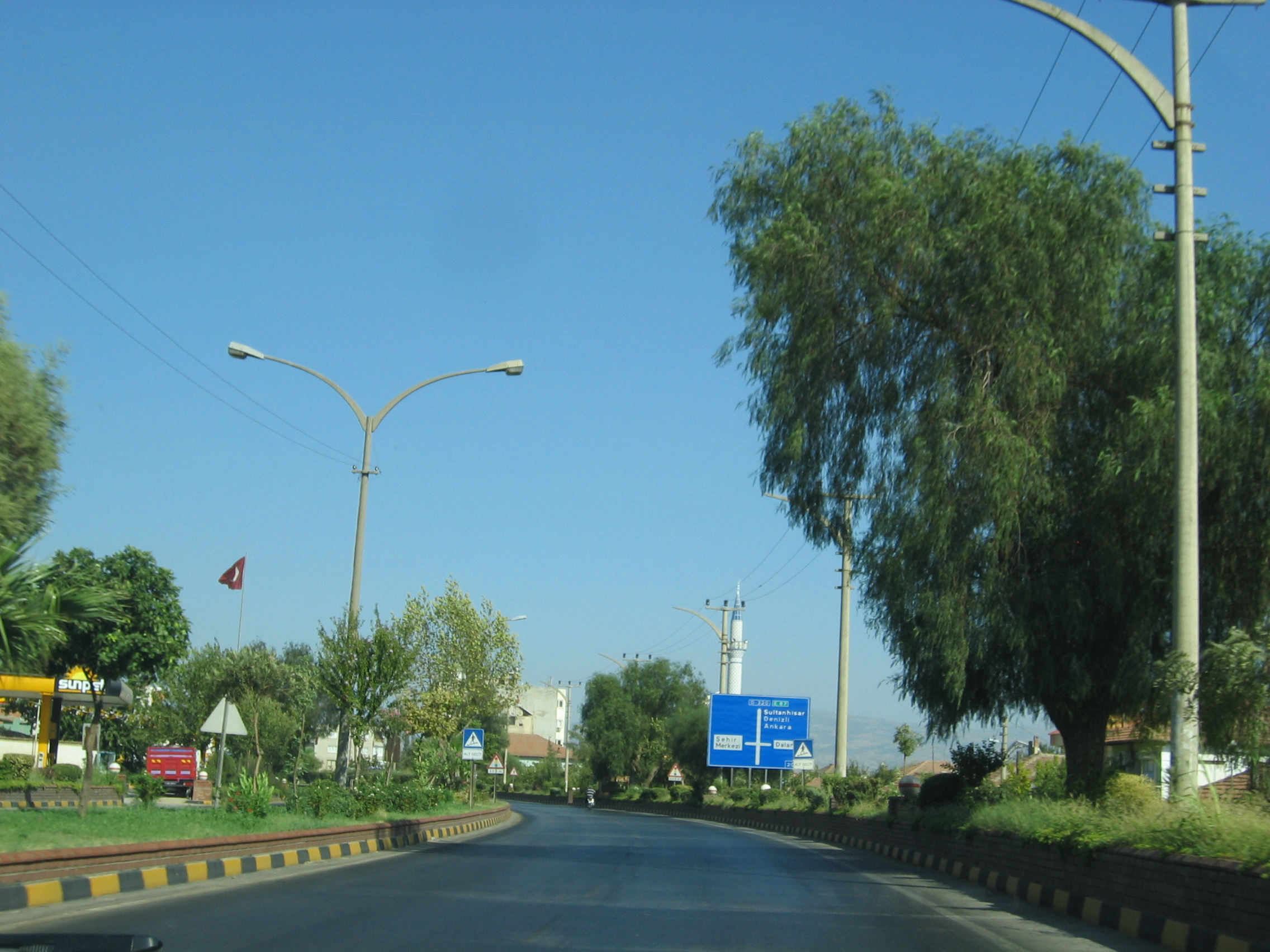
Köşk

克什克是土耳其的城鎮，由艾登省負責管轄，位於該國西南部，距離首府艾登18公里，面積663平方公里，海拔高度83米，主要經濟活動是農業，2010年人口8,775。

## 外部連結
- the municipality
- the district governorate （页面存档备份，存于）

37°51′12″N 28°03′06″E / 37.8533°N 28.0517°E
- （页面存档备份，存于）